# Rifugio Carlo Franchetti
Il rifugio Carlo Franchetti è il rifugio di montagna più alto tra quelli situati sul Gran Sasso d'Italia, posto a 2.433 metri s.l.m, sul versante teramano del massiccio, nel territorio del comune di Pietracamela, sopra la località di Prati di Tivo, incuneato tra il Corno Grande e il Corno Piccolo, nella valle glaciale nota come Vallone delle Cornacchie.

## Descrizione
Situato su uno sperone roccioso, realizzato interamente in pietra calcarea e rivestito in legno, fu costruito verso la fine degli anni cinquanta dalla sezione romana del Club Alpino Italiano e inaugurato nel 1960 e intitolato al barone Carlo Franchetti, alpinista e speleologo, scopritore nel 1926 delle Grotte di Pastena. Nei pressi del rifugio in una dolina rocciosa è presente il glacio nevato del Franchetti, vecchia appendice del Ghiacciaio del Calderone quando nelle passate epoche geologiche questo scendeva lungo il vallone delle Cornacchie fino al Rifugio San Nicola, e nei dintorni altri piccoli nevai, mentre in circa 40 minuti di sentiero si può raggiungere il Calderone stesso.
Punto di appoggio ideale per escursionisti e alpinisti, gli scalatori possono raggiungere in breve tempo le vie di roccia del Corno Piccolo (in particolare la parete est e le Fiamme di Pietra) e del Corno Grande, con le impegnative vie sul "Paretone" della Vetta Orientale, o per le classiche di media difficoltà, come la traversata delle Tre Vette. Base di appoggio per chi voglia salire al Corno Grande Vetta Orientale per la via ferrata Ricci o per le ferrate Danesi e Ventricini al Corno Piccolo;  dalla Sella dei due Corni e il Passo del Cannone si può inoltre raggiungere la vetta Occidentale del Corno Grande; è inoltre punto intermedio anche della cosiddetta traversata alta che da Campo Imperatore giunge a Prati di Tivo attraverso il Vallone delle Cornacchie.

### Servizi

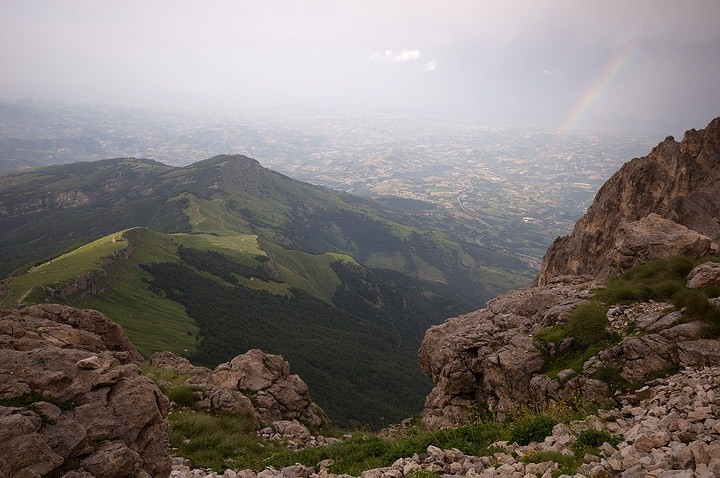
La vallata del teramano vista dal rifugio Franchetti (a sx Cima Alta)

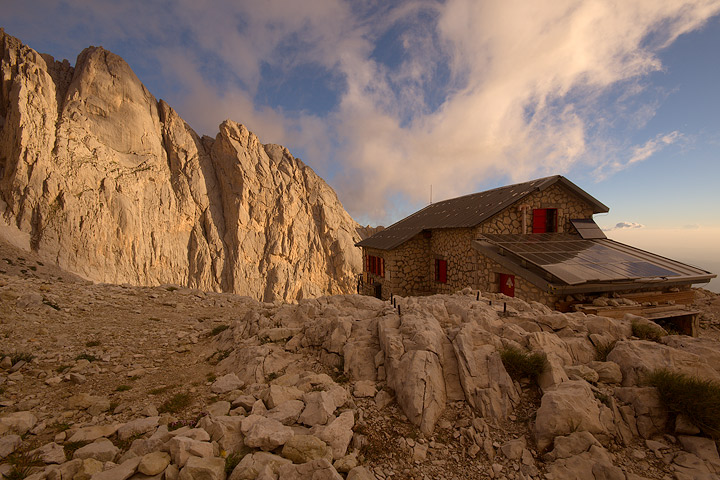
Il Rifugio all'alba con alle spalle la parete est del Corno Piccolo

È un tipico rifugio stile alpino che offre agli escursionisti, alpinisti e amanti della montagna ospitalità e servizi di base, intorno all'ambiente di alta montagna che lo circonda. In particolare il rifugio è dotato dei seguenti servizi: 
- ristoro e cucina;
- acqua corrente dal ghiacciaio del Calderone;
- energia elettrica (fornita da un impianto fotovoltaico dell'Enel);
- riscaldamento con termoconvettori a gas;
- telefono con sistema VoIP;
- punto di ascolto di Radio Rete Montana per emergenze e soccorso;
- 23 posti su letti a castello in due camerate comuni (in inverno è sempre aperto un locale con 4 posti letto);
- 2 gabinetti interni, 1 gabinetto esterno al rifugio con acqua fredda.

Dal 2012 è presente anche una stazione meteorologica d'alta quota a cura di un'associazione meteorologica locale.

### Accessibilità
Vi si accede principalmente da Prati di Tivo (Pietracamela) usufruendo nei mesi estivi della Cabinovia " La Madonnina" che giunge a quota 2007 m s.l.m. per poi proseguire in facile sentiero lungo il Vallone delle Cornacchie. In inverno e primavera è meta solo di escursionisti ed alpinisti esperti.

### Ascensioni
- Corno Grande - 2 912 m (Vetta orientale dalla Via Ferrata Ricci - Vetta Occidentale dal Passo del Cannone)
- Corno Piccolo - 2 663 m (Vie di roccia della parete est)
- Ghiacciaio del Calderone - attraverso la Sella dei due Corni

### Traversate
- Rifugio Giuseppe Garibaldi - 2 231 m
- Rifugio Duca degli Abruzzi - 2 388 m
- Campo Imperatore (Traversata alta, attraverso Sella dei due Corni, Sella del Brecciaio e Sella di Monte Aquila)

## Galleria d'immagini

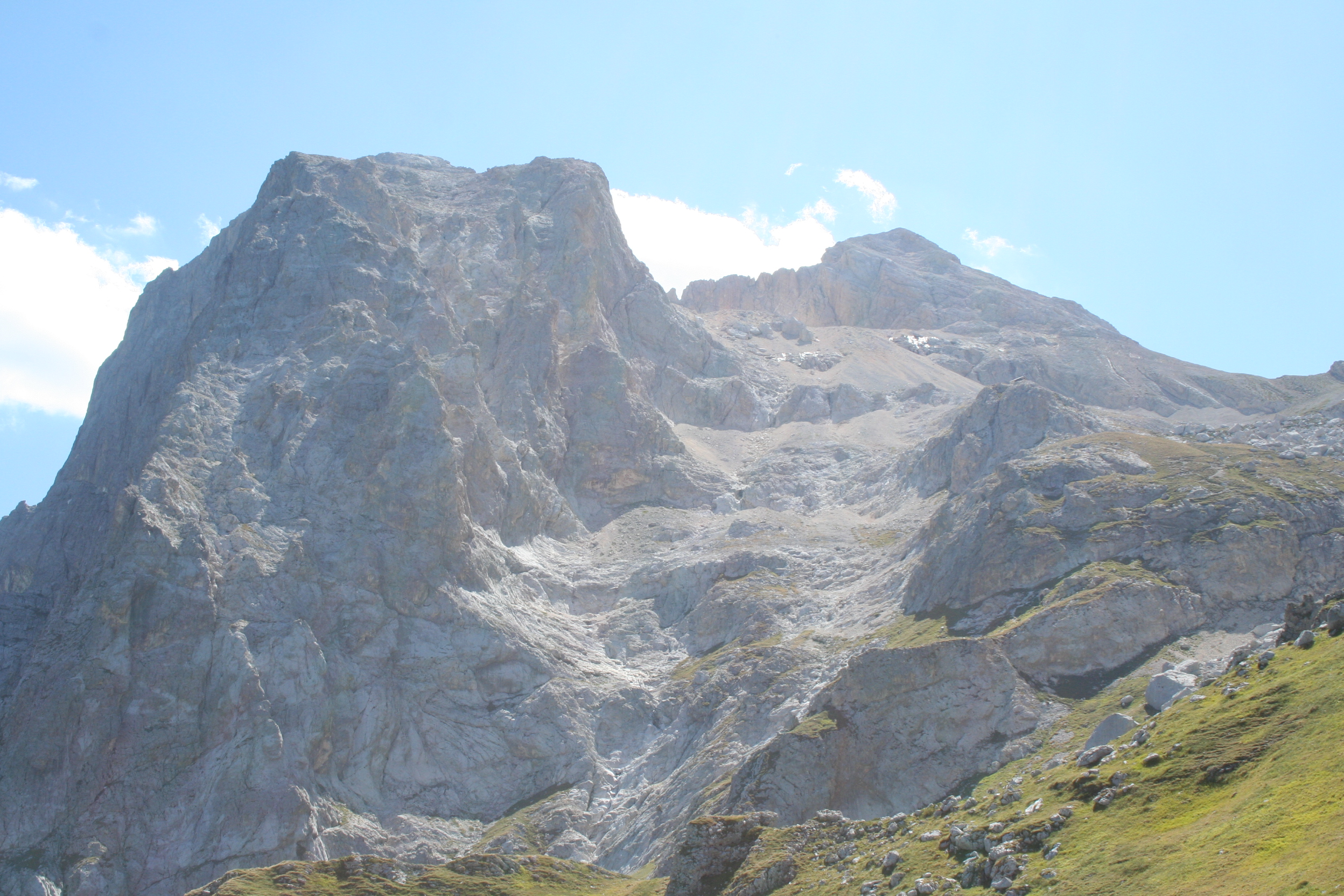
Il Corno Grande dal Vallone delle Cornacchie
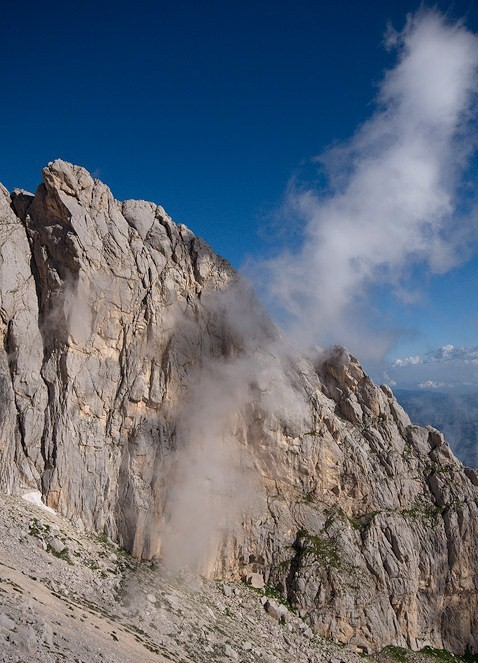
La parete sud del Corno Piccolo (Fiamme della Pietra) vista all'alba dal rifugio Franchetti
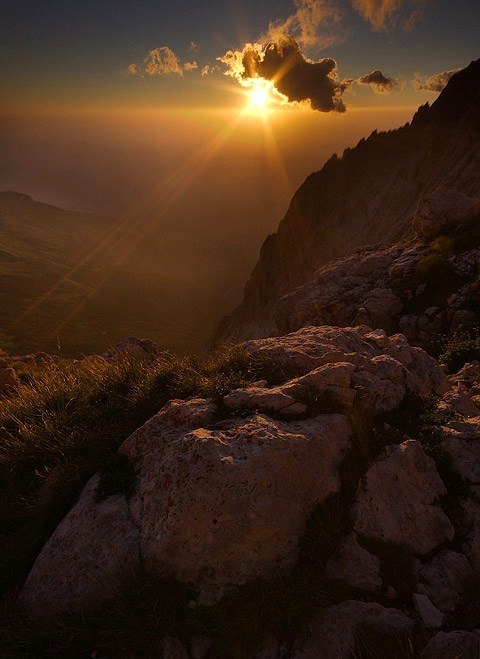
Il sorgere del sole sull'Adriatico dal rifugio Franchetti
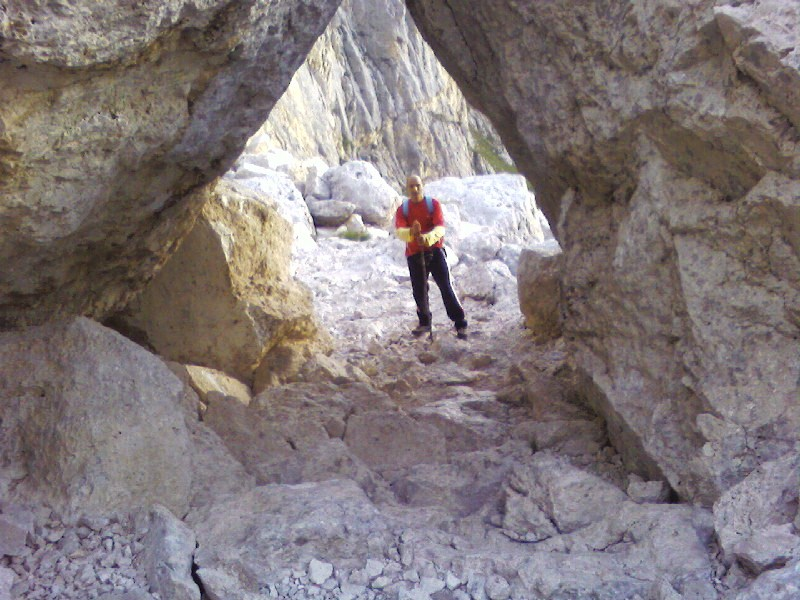
Il tunnel naturale lungo il sentiero per il rifugio